# 巨型銀行

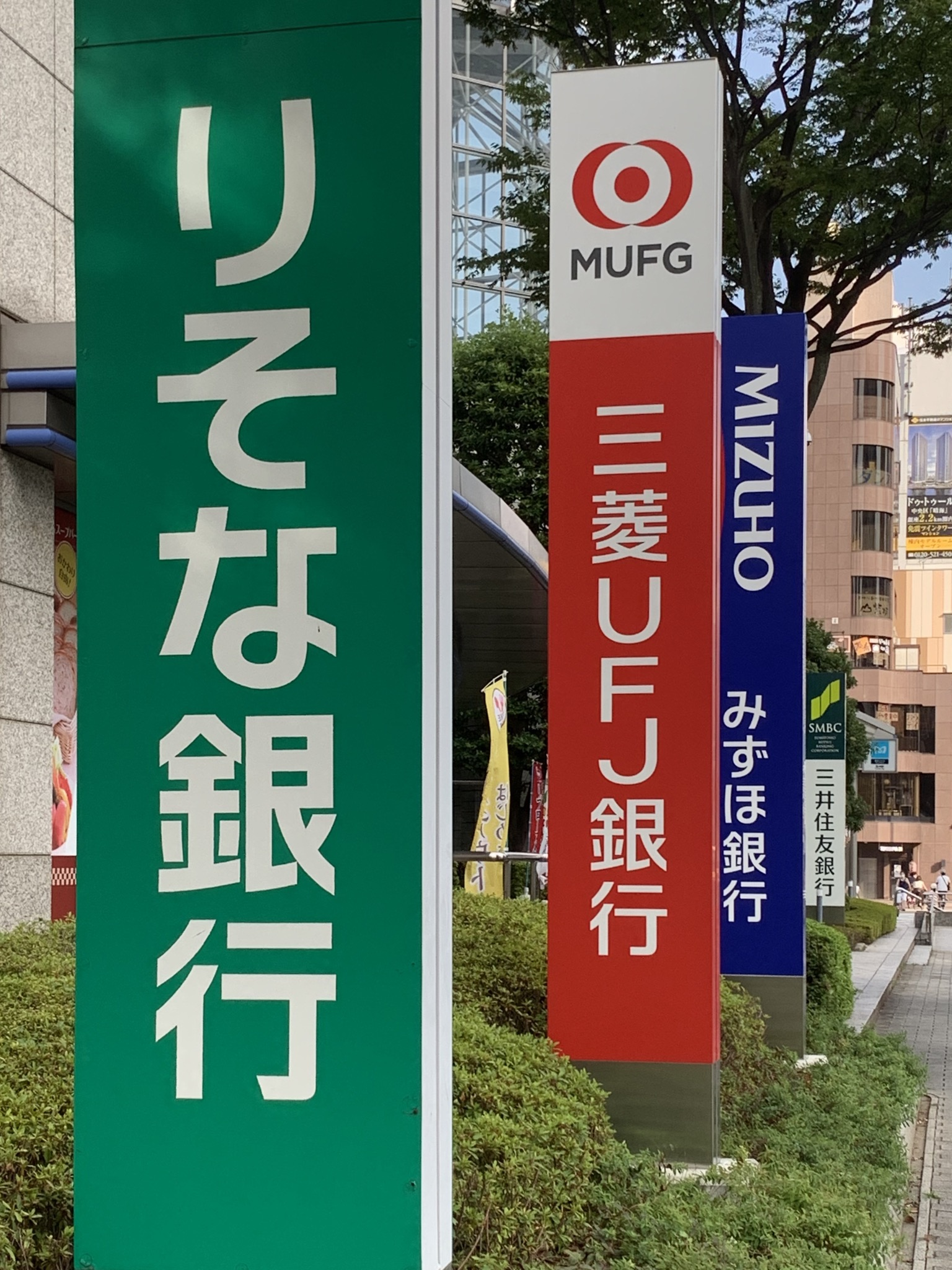
日本四大銀行的看板

巨型銀行（日语： Mega banku */?）是日本經濟業界用語，用來指擁有巨大資產（如存款）與營收的銀行集團。此詞主要用於日本國內在1990年代泡沫經濟破裂後的銀行整併，原有在戰後形成的「都銀13行」（13家都市銀行）與「大手20行」（20家大型銀行）為了改善體質、削減成本及增加競爭力，隨著日本政府自1996年起開始實施金融大改革後進行多次的整併，最終在2006年形成4大銀行（三菱東京日聯銀行、瑞穗銀行、三井住友銀行、里索那銀行）、以及3大巨型銀行（三菱日聯金融集團、瑞穗金融集團、三井住友金融集團）的體制。其中的3大巨型銀行，中文有時會以「日本3大金融集團」稱之。

## 概要
2001年，在日本政府1999年至2000年间积极准备之下，日本各主要銀行開始進行激烈的整併，经过一番分化及组合後，逐漸形成現在的3大巨型銀行（或3大金融集團）。巨型銀行的融资總額占了日本总融资额的50％以上。受日本经济的影响，巨型銀行的虧損巨大，不良贷款堆积如山，而加速金融领域清理进程将不可避免地给经济带来更大的通货紧缩压力。2002年至2004年间，除日聯銀行外，这几家“巨无霸”银行都在处置坏账、通过削减股市投资以降低利润波动性、以及削减成本等方面取得一定进展。
3大巨型銀行分別由下列銀行整合而成：
- 瑞穗金融集團 - 2000年由第一勸業銀行、富士銀行、日本興業銀行整合而來，核心為前述3家銀行在2002年4月1日合併成立的瑞穗銀行。
- 三井住友金融集團 - 2002年成立，核心為2001年4月1日由櫻花银行（原名太陽神戶三井銀行）及住友銀行合併成立的三井住友銀行。
- 三菱日聯金融集團 - 2005年由日聯金融集團（日语：UFJホールディングス）與三菱東京金融集團整合而來，核心為2006年1月1日由東京三菱銀行及日聯銀行合併成立三菱東京日聯銀行（今三菱日聯銀行）。其兩大前身分別為：
  - 日聯金融集團 - 2001年4月2日由三和銀行、東海銀行與東洋信託銀行（日语：UFJ信託銀行）整合而成，核心為前述兩家銀行在2002年1月合併成立的日聯銀行。
  - 三菱東京金融集團 - 2001年4月2日由東京三菱銀行、三菱信託銀行與日本信託銀行（日语：日本信託銀行）整合而成。核心為東京三菱銀行，於1996年4月1日由三菱銀行與東京銀行合併成立。

3大巨型銀行中，除三井住友银行为合并组成外，其他均以相互持股的方式联合而形成。其中，瑞穗金融集团合併時的总资产高达141兆日元，是當時全球資產規模最大的金融機構。2004年7月，三菱东京金融集团和日聯集團计划达成关于两家公司拟议的850亿美元合并事宜的基本协议，合并后名为三菱日聯金融集團（MUFG），拥有190兆日元资产，當時規模亦為全球第一。